# Peter Hewitt
Pour les articles homonymes, voir Hewitt.
Ne doit pas être confondu avec Peter Howitt, un autre réalisateur britannique.
Peter Hewitt est un réalisateur anglais né le 9 octobre 1962 à Brighton dans le Sussex de l'Est.

## Biographie
Son film The Candy Show (1989) a été récompensé par la British Academy of Film and Television Arts dans la catégorie Meilleur court-métrage.

## Filmographie

### Cinéma
- 1991 : Les folles aventures de Bill et Ted
- 1995 : Tom et Huck
- 1996 : Le Petit Monde des Borrowers
- 1999 : Whatever Happened to Harold Smith?
- 2002 : Plein Gaz
- 2004 : Garfield
- 2006 : Zoom : L'Académie des super-héros
- 2009 : The Maiden Heist
- 2014 : Mostly Ghostly: Have You Met My Ghoulfriend?

### Télévision
- 2001 : Le Royaume des voleurs (téléfilm)
- 2012 : Home Alone: The Holiday Heist (téléfilm)